# ノエル・ノエル
ノエル・ノエル（Noël-Noël、1897年8月9日 - 1989年10月5日）は、フランスの俳優。

## 出演作品
- すてきなジェシカ
- ヒッチ・ガール
- 七つの大罪
- 二百万人還る
- 春の凱歌